# 豊岡鉄道部
豊岡鉄道部（とよおかてつどうぶ）とは、かつて兵庫県豊岡市大手町にあった西日本旅客鉄道（JR西日本）の鉄道部で、車両基地でもある。福知山支社（現・近畿統括本部）の管轄。
本項では、豊岡運転所についても記述する。

## 概要
山陰本線の豊岡駅構内に位置しており、ローカル線の活性化と効率的な鉄道運営ができるように1990年6月1日から鉄道部制度を導入した。
日本国有鉄道（国鉄）福知山鉄道管理局豊岡機関区の流れを汲む。過去には蒸気機関車の基地となっていた。仕業点検などを実施しており、長距離列車の場合、機関車の付け替えを当駅で多く行った。当時は、和田山駅にも支区を設置しており、播但線の生野峠越えや起伏の多い宮津線（旅客列車中心）、余部橋梁やその先の桃観トンネルといった難所の運行を一手に担っていた。
その後も、福知山支社唯一の気動車検修施設を持ち、播但線使用車両やラッセル車も管理下にあり、運行面においても国鉄時代同様に幅広い業務を担っていた。

## 管轄路線・駅
- 山陰本線：和田山駅 - 居組駅（和田山駅は福知山支社の直轄）

管内でJR西日本の社員がいる駅は、豊岡駅と城崎温泉駅のみである。八鹿駅・江原駅・香住駅・浜坂駅は、ジェイアール西日本福知山メンテックに委託しておりみどりの窓口もあるが、養父駅・竹野駅は簡易委託でみどりの窓口は無い。なお、養父駅は無人駅と同等に扱われている。そのほかの駅はすべて無人駅である。

## 所属車両の車体に記される略号
発足後は、近畿圏運行本部を表す「近」と組み合わせた「近トヨ」で、旅客車は福知山支社の略号「福󠄁」と、豊岡の電報略号である「トカ」から構成された「福󠄁トカ」、機関車は「豊」であった。
2022年10月以降の旅客車は「近トカ」。

## 所属車両

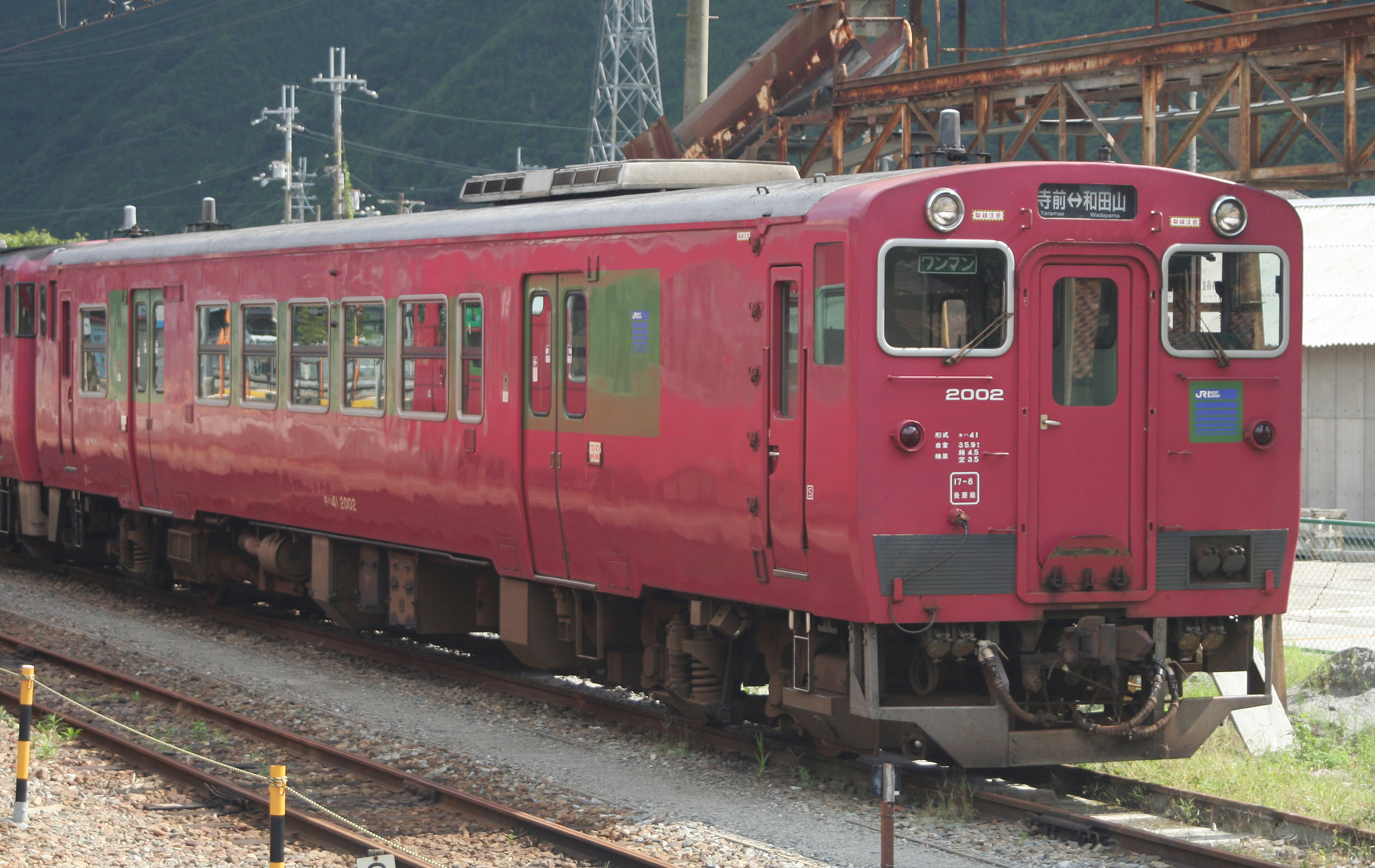
キハ41形

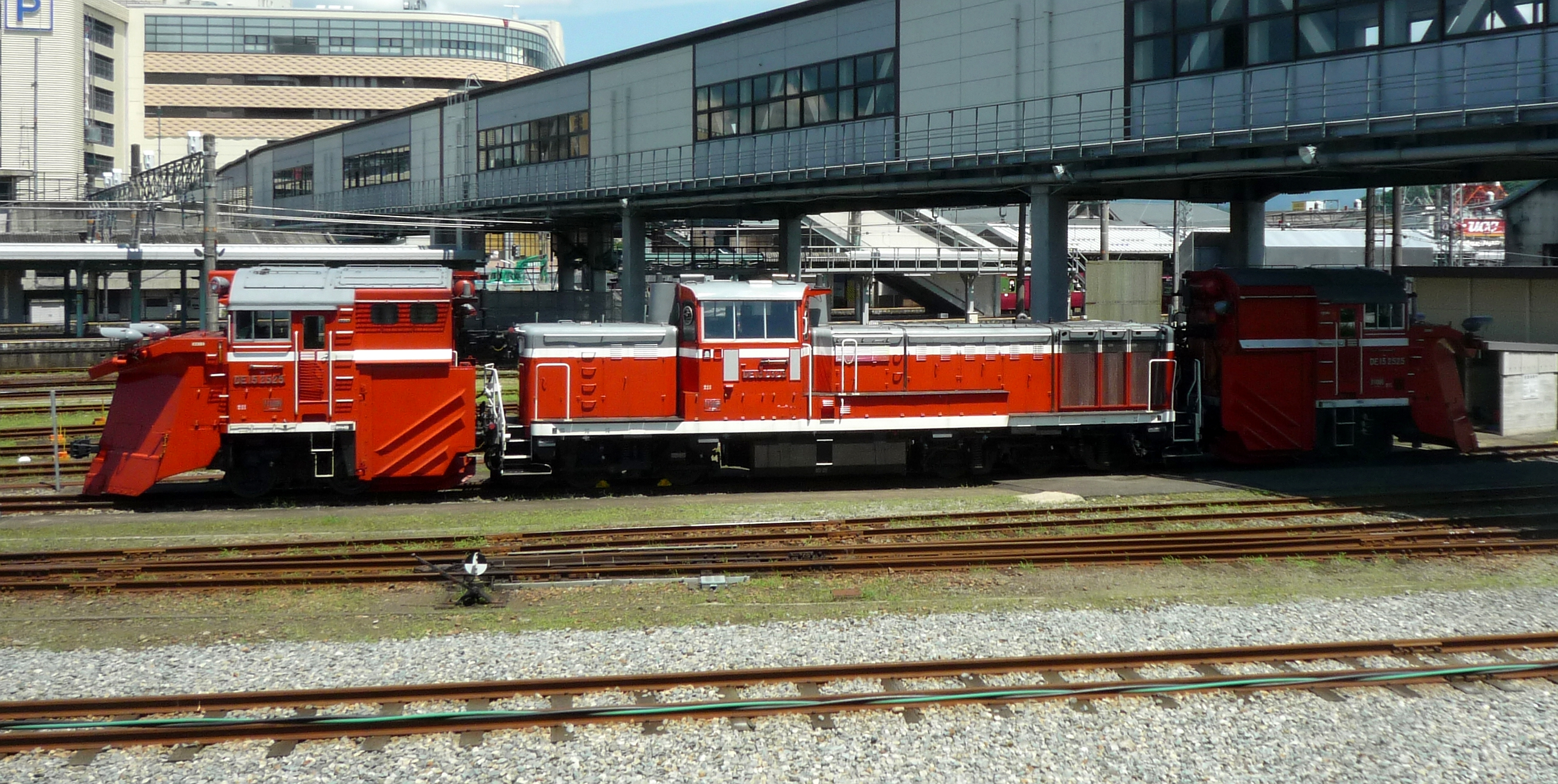
DE15 2525号機

過去に所属していた車両は次の通り。播但線と山陰本線で運行される気動車が所属していた。

### 気動車
- キハ40形気動車
- キハ41形気動車
- キハ47形気動車
- キハ58系気動車
  - かつての急行「丹後」「但馬」「わかさ」で運用していた福知山運転所の車両で、1996年3月16日のダイヤ改正で大半の車両が余剰となり、廃車もしくはタイ国鉄に譲渡されるもワンマン車と一部車両が波動用として残った。1999年10月に舞鶴線電化と福知山駅高架工事の進展により、当鉄道部に転属した。
  - 転属後、キハ58形2両（キハ58 7202・7208）とキハ28形1両（キハ28 3021）を最終的に残し、波動用の車両は廃車。ワンマン車は小浜鉄道部と高岡鉄道部に転属となった。転属車のうち、越前大野鉄道部→（高岡鉄道部復帰）所属のキハ58 1114はキハ58形で最後に残った温暖地向けパノラミックウィンドウ車であった。
  - 残った車両については、当時の城崎（現在の城崎温泉駅）駅長のアイディアにより、国鉄急行色をベースにいさり火漁をイメージした塗装にまた内装面は編成の両端となるキハ58形の2両は室内天井に特殊塗装を施し、通路扱いとなるキハ28形は喫煙スペースに変更され、シーズン中は臨時快速「いさり火」としてまた各種臨時・団体列車やカニすきシーズンの普通列車の増結として運用した。この列車は日本海に浮かぶ、烏賊釣船の「いさり火漁」を車窓から観賞し余部橋梁を含むビューポイントで徐行運転をというコンセプトで運行を開始し、現在の臨時快速「あまるべロマン号」の原点とも言える列車でもあった。
  - カニシーズン終了後の2002年3月頃から運用離脱、保留車となった。2002年8月28日、一般向けで豊岡駅 - 浜坂駅間の臨時快速「さよなら いさり火号」として、29・30日福知山駅 - 城崎駅（現在の城崎温泉駅）間で団体列車として、さよなら運転をキハ58 7208+キハ28 3021の2両編成で行い運用を終了した。
  - このほか「セイシェル」も配置されており、福知山運転所からのちに当鉄道部に転属し、団臨以外にも多客臨時列車にも使用されていたが、2005年1月の団臨を最後に引退、3月31日付けで廃車になった。

### ディーゼル機関車
- DE10形
- DE15形
- DD51形

### 貨車
- ホキ800形

## 乗務範囲

### 優等列車
- 特急「はまかぜ」：姫路駅 - 香住駅・浜坂駅・鳥取駅間
- 特急「こうのとり」「きのさき」：城崎温泉駅・豊岡駅 - 福知山駅の一部間

過去に乗務した列車
- 寝台特急「出雲」：鳥取駅 - 福知山駅間
- 特急「タンゴディスカバリー」：福知山駅・綾部駅 - 京都駅間

### 普通列車
- 山陰本線：福知山駅 - 浜坂駅間（豊岡駅 - 城崎温泉駅京都丹後鉄道直通の快速列車も含む）の一部
- 播但線：姫路駅 - 和田山駅間（一部列車）

## 歴史
- 1909年（明治42年）：豊岡機関庫を創設[2]。
- 1936年（昭和11年）9月1日：豊岡機関区に改称。和田山分庫を和田山支区に改称。
- 1985年（昭和60年）3月14日：豊岡機関区和田山支区を和田山派出所に改称[3]。
- 1986年（昭和61年）3月3日：豊岡機関区と福知山客貨車区豊岡派出所を統合して豊岡運転区が発足し、和田山派出所は運転区の派出所として存置される[4]。
- 1987年（昭和62年）4月1日：国鉄分割民営化により、豊岡運転区が豊岡運転所として発足。和田山派出所は国鉄時代に引き続き設置される。
- 1990年（平成2年）6月1日：鉄道部制度に伴い、第1次鉄道部として発足[5]。豊岡運転所・福知山車掌区豊岡派出所が統合される[6][7]。
- 1991年（平成3年）3月：和田山派出所が廃止となる（福崎鉄道部に改組・独立）。
- 1999年（平成11年）10月2日：福知山駅周辺の高架事業により、気動車検修機能を移設。1992年に福知山運転所に車両配置を一本化（ただし、車籍は福知山だが、派出として豊岡方配置による運用はされていた）して以来、車両配置が復活する。
- 2010年（平成22年）6月1日：豊岡鉄道部が廃止[8]（同日付で福崎鉄道部も廃止）。運転関係は豊岡列車区・福知山車掌区へ、車両・検修関係は福知山電車区豊岡支所になる。

### その他
豊岡鉄道部では国鉄時代の慣習で、定期検査で所属車を後藤総合車両所に送り込む際に配給列車を設定せず、当時運行されていた普通客車列車に併結して米子駅まで回送していた。平成8年12月のダイヤ改正で鳥取以東の普通客車列車が廃止されるまでこの慣習は続いていた。